# 鑑定
鑑定（かんてい）とは、専門的な知識を持つ者（専門家）が、科学的、統計学的、感覚的な分析に基づいて行う、評価・判断をいう。鑑定の結果を記した報告書を鑑定書という。

## 訴訟法上の鑑定
民事訴訟法上の鑑定とは、裁判所の判断を補助するために行われる証拠調べの一つであって、裁判所の指定した学識経験者（学者）又は団体が行う専門的知識の報告、または、その知識を具体的事実に当てはめて得た判断の報告をいう。裁判所は鑑定結果について拘束はされない。
刑事訴訟法上の鑑定とは、裁判所の判断を補助するために行われる証拠調べの一つ又は捜査機関が嘱託して行う捜査の一つであって、裁判所又は捜査機関が委嘱した学識経験者（団体は不可）が行う特別の知識経験に属する法則又はその法則を具体的事実に適用して得た判断の報告をいう。
具体的な手法として血液鑑定、DNA型鑑定、筆跡鑑定、精神鑑定など多岐にわたる。鑑定する者を鑑定人とよぶ。

## 美術品、宝石、古銭等の鑑定
美術品や宝石等の高価ではあるが値付けが明瞭ではないもの、またその物の真贋が問題となる物などに鑑定が行われる。
鑑定が行われる代表的なものとして、古美術品、ブランド品、宝石、骨董品、タレントや著名人のサインや縁故の品、さらには大判、小判、金貨、銀貨などの貴重とされる古銭、枚数の少ない記念貨幣がある。一方で、現行の硬貨については希少価値の高いもの(昭和62年製造の五十円硬貨、昭和64年（1月1日から7日まで）製の硬貨など)を除いて行われることは稀である。仮にこれらの品を買う場合、鑑定書付きの物は、無い物に比べて高値で取引される。

### 鑑定結果
書物や絵画などの場合、鑑定結果をその裏側に記す事がある。この行為、もしくは文字は「裏書（うらがき）」と呼ばれている。
12世紀ごろには、真贋を鑑定した書付として、高級紙を二つ折りにした鑑定書が添付された。この折紙には、身分によって紙や折り方、書き方などに決まりがあり、『宗五大草紙』（1528）「折紙調候様の事」などに書札礼として整備されている。折られていることから、折り紙と呼ばれ、保証があることを折り紙付きと呼ぶ表現にも発展した。また、鑑定書は、極書、極札とも呼ばれる。この言葉も「極め付き」という保証があることの慣用句になった。

### 美術品鑑定を扱った作品

#### 日本
鑑定あるいは査定を主題とするテレビ番組として『開運!なんでも鑑定団』、『お宝を掘り当てろ!! アンティーク鑑定旅』などがある。

#### アメリカ
- 『アメリカお宝鑑定団ポーンスターズ』 - アメリカの質屋の鑑定、買い入れなどを見るリアリティーショー。
- 『アメリカン・ピッカーズ』 - 美術品買い入れ担当を追跡するリアリティーショー。

#### イギリス
- 『Fake or Fortune?（英語版）』 ‐BBCのお宝鑑定番組[5]。

#### 中国
- 『天下收藏』 ‐ 北京電視台が、中国で2007年から2014年まで放送された。去伪存真（偽物を破壊し、本物を残す）として、偽物の鑑定が出されると破壊された[6]。
- 『天下寻宝』 ‐ 山西衛視で放送されていた[6]。
- 『华豫之门』 -  河南衛視で放送されていた[6]

## 経済取引上の鑑定
- 不動産や家屋の価値評価。実施する者の資格を不動産鑑定士という。

## その他の鑑定
- 占い業界では占いをすることを「鑑定」という。
- 動植物の種名を調べることを同定とも呼ぶ。